# Le Vignole-sziget
Le Vignole (velencei nyelven Vignołe) a Velencei-lagúnában, Velencétől északkeleti irányban fekvő kis sziget Sant’Erasmo-sziget közvetlen közelében. Velence közigazgatásához tartozik.
Míg korábban közvetlenül az Adria mosta partjait, ma már beékelődött a lagúnába. Dél felé a Porto Lido helyezkedik el, a lagúna egyik kijárata.

## Története

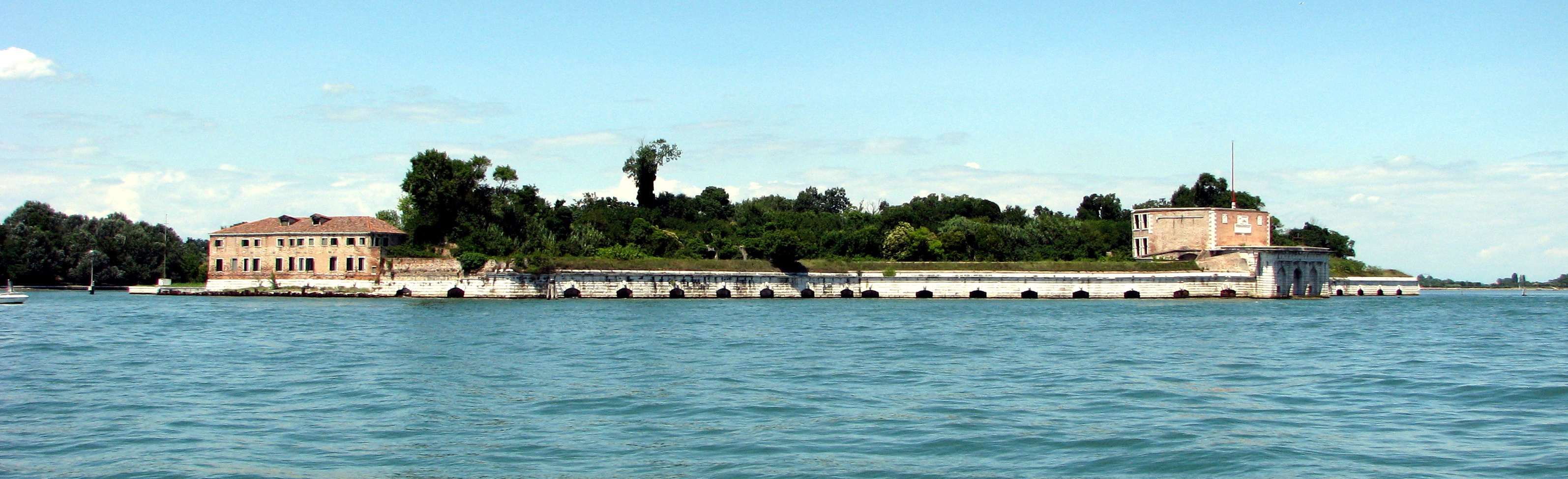
Forte di Sant'Andrea

A velenceiek a középkorban pihenőhelynek használták, a gazdag családok villáikat építették fel a szigeten.
Ma katonai bázis található földjén, a Forte di Sant'Andrea erődje a Porto Lido őrzésére született.

## Fordítás
- Ez a szócikk részben vagy egészben  a   Vignole című olasz Wikipédia-szócikk fordításán alapul.  Az eredeti cikk szerkesztőit annak laptörténete sorolja fel. Ez a jelzés csupán a megfogalmazás eredetét és a szerzői jogokat jelzi, nem szolgál a cikkben szereplő információk forrásmegjelöléseként.

## Külső hivatkozások
- Információk a lagúnáról
- Google Maps térképe
- MILVa - Interaktív térkép a Velencei lagúnáról
- Comune di Venezia, Tematikus kartográfia Velence lagúnájáról
- Archív felvételek a Velencei lagúnáról